# Vol Québecair 255
Le 29 mars 1979, un Fairchild F-27 effectuant le vol Québecair 255, un vol régional régulier entre Québec et Montréal, au Canada, s'écrase quelques minutes après son décollage de l'aéroport international Jean-Lesage de Québec, à la suite d'une panne moteur en vol. Les trois membres d'équipage et quatorze des 21 passagers périssent dans l'accident.

## Accident
À la suite du décollage de l'aéroport international Jean-Lesage de Québec, l'équipage avise la tour de contrôle d'un problème avec le moteur droit. Le vol 255 a alors reçu l'autorisation pour un atterrissage d'urgence. Il a effectué deux fois le tour de l'aéroport, avec des flammes émanant du moteur, afin de réduire son altitude. L'avion a entamé le dernier virage nécessaire pour l'atterrissage, avant de s'écraser dans un champ à environ 1,3 kilomètre de l'aéroport.
Les pompiers sont arrivés sur les lieux quelques minutes après l'accident, mais il a été signalé qu'ils n'avaient pas pu s'approcher de l'épave en feu pendant un certain temps, en raison de la chaleur extrême générée par l'incendie. Les secours ont également eu du mal à atteindre le lieu de l'accident, car ils ont dû traverser une voie ferrée située entre l'aéroport et le site de l'accident.

## Enquête
Les enquêteurs canadiens ont conclu que, peu de temps après le décollage du vol 255, la turbine à gaz du turbopropulseur n°2 (celui de droite) explose en vol, provoquant la séparation de la partie avant du moteur du reste de l'avion. Les pilotes n'ont pas pu sortir le train d'atterrissage parce que des débris émanant du moteur ont endommagé le circuit électronique contrôlant la sélection de vitesse de vol. 
Ceci, combiné au moteur endommagé, a considérablement augmenté la traînée aérodynamique et l'avion n'a pas été en mesure de monter ou de maintenir son altitude lors du dernier virage effectué pour l'approche. Le centre de gravité s'est déplacé vers l'arrière au-delà de la limite opérationnelle de l'avion, en raison de la séparation des éléments du moteur droit et aux mouvements des passagers dans la cabine, ce qui a fait chuter la vitesse de l'appareil sous la vitesse minimale requise, provoquant la perte de contrôle et la collision avec le sol.